# Джеті-Огуз
Джеті-О́гуз, або Скелі Семи Биків (кирг. Жети-Өгүз) — мальовнича гірська ущелина в Киргизстані, за 28 км на захід від міста Каракол (колишній Пржевальськ) вздовж південного берега Іссик-Куля.

## Опис

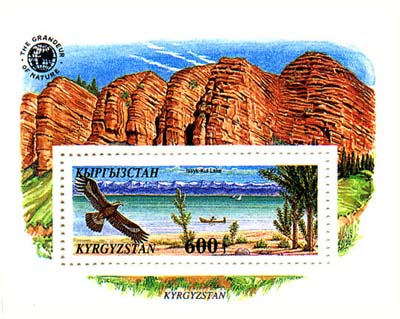
Джети-Огуз на марці Киргизстану

Джеті-Огузька ущелина розташована в заплаві однойменної річки на північному схилі хребта Терскей Ала-Тоо, що з півдня огинає озеро Іссик-Куль. Свою назву Джеті-Огуз (у перекладі з киргизької — «сім биків») отримала від ланцюжка вивітрених скель червоного кольору, що нагадують лежачих на землі биків, які є візитівкою ущелини. Місцева визначна пам'ятка — скеля «Розбите серце».
В ущелині на висоті 2200 м розташований курорт Джеті-Огуз, відомий своїми лікувальними геотермальними джерелами.